# Schlacht bei Kay
Pirna – Lobositz – Prag – Gabel – Kolin – Groß-Jägersdorf – Moys – Roßbach – Breslau – Leuthen – Domstadtl – Olmütz – Neisse – Zorndorf – Hochkirch – Kay – Kunersdorf – Hoyerswerda – Maxen – Koßdorf – Landeshut – Liegnitz – Oschatz – Berlin – Wittenberg – Torgau – Döbeln – Burkersdorf – Reichenbach – Freiberg
Die Schlacht bei Kay (heute Kije; bei Züllichau) oder Schlacht bei Pal(t)zig (heute Palck) bzw. Schlacht bei Züllichau am 23. Juli 1759 war eine Schlacht des Siebenjährigen Krieges zwischen Preußen und Russland.

## Ausgangslage
Als sich die österreichische Armee unter Graf Leopold Joseph Daun Ende Juni 1759 in Bewegung setzte, um den Feldzug zu eröffnen, hatte sie die feste Absicht, möglichst bald Verbindung zur russischen Armee aufzunehmen. Sie drang daher in Schlesien ein. Friedrich II. wollte die Vereinigung der beiden feindlichen Heere verhindern, verlegte Daun den Weg und bezog bei Schmottseiffen (nahe Strehlen) Lager. Allerdings kam Daun diese Situation sogar entgegen. Nun konnte er die preußische Hauptarmee binden und gleichzeitig ein Korps unter Gideon Ernst von Laudon mit etwa 20.000 Mann der russischen Armee entgegenschicken.
Im Juni 1759 war Pjotr Semjonowitsch Saltykow zum Oberbefehlshaber der russischen Armee bestellt worden. Mitte Juli sammelten sich die Russen im Raum Posen, um dann eine Vereinigung mit den Österreichern anzustreben.
Dem preußischen Korps Dohna war es nicht gelungen, den Vormarsch der Russen zu behindern. König Friedrich II. setzte den Kommandeur daraufhin ab und berief am 22. Juli Generalleutnant Carl Heinrich von Wedel zum neuen Befehlshaber. Doch auch Wedel scheiterte an der Aufgabe. Klare Befehle des Königs machten nun eine Schlacht unvermeidlich.
Die Preußen verfügten über 30 Bataillone, 63 Schwadronen und 56 schwere Geschütze (zusammen 27.400 Mann). Die russische Armee bestand aus 54 Bataillonen mit 46 Grenadier-Kompanien, 58 Schwadronen und 3.900 Kosaken sowie 188 schweren Geschützen (zusammen etwa 52.300 Mann).

## Schlachtverlauf
Am 23. Juli warf sich von Wedel bei dem Dorf Kay in der Nähe von Züllichau der russischen Armee entgegen. Die Russen waren aber durch Sümpfe und Moraste vorteilhaft geschützt, die preußische Infanterie wurde bei ihren Angriffen von verheerendem Artilleriefeuer empfangen. Vorstöße der Kavallerie wurden durch russische Gegenattacken zurückgeworfen. Da zu wenige Kanonen vorhanden waren, um die Russen ernsthaft zu gefährden, zog sich von Wedel bei Einbruch der Dunkelheit über die Oder zurück.
Die Preußen büßten 6.800 Mann an Toten, Verwundeten und Gefangenen ein, die Russen hingegen verloren nur 4.800 Mann. Negativ wirkte sich bei den Preußen fehlende Aufklärung aus. Zudem klebte die Kavallerie zu sehr an der Infanterie, die selber nur verzettelt und unkonzentriert eingesetzt wurde. Die preußische Artillerie kam kaum zur Wirkung.

## Auswirkungen
Die neue Lage nutzte von Laudon aus, um die preußischen Stellungen zu umgehen und am 29. Juli Verbindung mit der russischen Armee herzustellen, die auf Frankfurt (Oder) vorging. Friedrich II. war zum Handeln gezwungen. Er übergab seinem Bruder Heinrich den Oberbefehl gegen die Truppen Dauns. Das bislang besetzte Sachsen mussten die Preußen nun fast völlig entblößen.
Mit den übrigen Truppen rückte der preußische König vor, um sich am 6. August bei Müllrose mit der Armee Wedels zu vereinen. Nachdem die Preußen am 11. August die Oder überquert hatten, zeichnete sich die nächste Schlacht, die bei Kunersdorf, bereits ab.